# Talal Mansur
Talal Mansur (Catar, 8 de mayo de 1964) es un atleta catarí retirado especializado en la prueba de 60 m, en la que consiguió ser medallista de bronce mundial en pista cubierta en 1993.

## Carrera deportiva
En el Campeonato Mundial de Atletismo en Pista Cubierta de 1993 ganó la medalla de bronce en los 60 metros, llegando a meta en un tiempo de 6.57 segundos, tras el canadiense Bruny Surin y el namibio Frankie Fredericks.